# Károlyi László (1931)
Gróf nagykárolyi Károlyi László (teljes neve: Károlyi Mária László Vince Péter Pál) (Fót, 1931. június 29. –) a fóti Károlyi István alapítvány vezetője.

## Élete
Az ősrégi főnemesi nagykárolyi gróf Károlyi család sarja. Apja dr. gróf nagykárolyi Károlyi István (1898–1967) katonatiszt, nagybirtokos, anyja herceg Marie Magdalene zu Windisch-Grätz (1911–2004) volt. Apai nagyszülei gróf Károlyi László (1859–1936) császári és királyi belső titkos tanácsos, a magyar főrendiház és országgyűlés felsőháza örökös tagja, nagybirotkos, és gróf nagyapponyi Apponyi Franciska (1879–1958) császári és királyi palotahölgy voltak. Anyai nagyszülei herceg Alfred zu Windisch-Grätz (1882–1968) és gróf sárvár-felsővidéki Széchényi Mária Erzsébet (1887–1972), császári és királyi palotahölgy, csillagkeresztes hölgy voltak.
Amikor a szovjet csapatok 1944-ben elfoglalták Budapestet, gróf Károlyi László alig 13 éves volt. Néhány órával a szovjetek bevonulása után szüleivel együtt Fótról Bécsbe menekült. Svájcban tanult, majd Peruban egy kávéültetvényt igazgatott, később pedig Londonban dolgozott és Afrikában is élt. Nyugdíjba vonulása után kezdett intézkedni, hogy a családi kastélyba költözhessen. 1994-ben visszatért szülői házába, azt bérelve, tulajdoni jogot benne nem élvezve. Dr. Csáky László elnök hívta meg őt és feleségét, Kenyeres Elisabeth grófnét, hogy vegye át a „Károlyi István Alapítványt”, amely elsősorban árva gyermekekkel foglalkozik. A szociális feladatok mellett aktívan igyekszik a fóti kastélyt helyreállítani és eredeti bútorokkal újra berendezni, majd múzeumot alapítani benne, felesége tevékeny és buzgó támogatásával. A gróf és felesége az épület mintegy ötödét lakja.

## Házasságai
Első feleségét, Nicole Brook-Shepherdet (*Salzburg, 1952. július 5.), Stonorban (Oxford) vette el, 1982. május 22-én, azonban 1985-ben elváltak. Második házastársát, homoródalmási és dálnoki Kenyeres Elisabethet (*Sünching, 1945. szeptember 22.) 1992. április 22-én vette el. Kenyeres Elisabeth édesapja lófő homoródalmási és dálnoki Kenyeres János (1918–2004) huszárfőhadnagy, anyja gróf nagyercsei és gelencei Tholdalagi Éva (1923–2003) volt. Károlyi Lászlóné Kenyeres Erzsébet grófné kiválóan beszél több nyelven, köztük: magyarul, németül, franciául, angolul. Károlyi Lászlónak mindkét házassága gyermektelen.

## Művei
- Soha nem adjuk fel... Aki kérdez: Nyizsnyánszki Anna Eszter. Aki válaszol: gróf Károlyi László; Erdélyi Szalon, Szentendre, 2021